# Wolfgang Schad

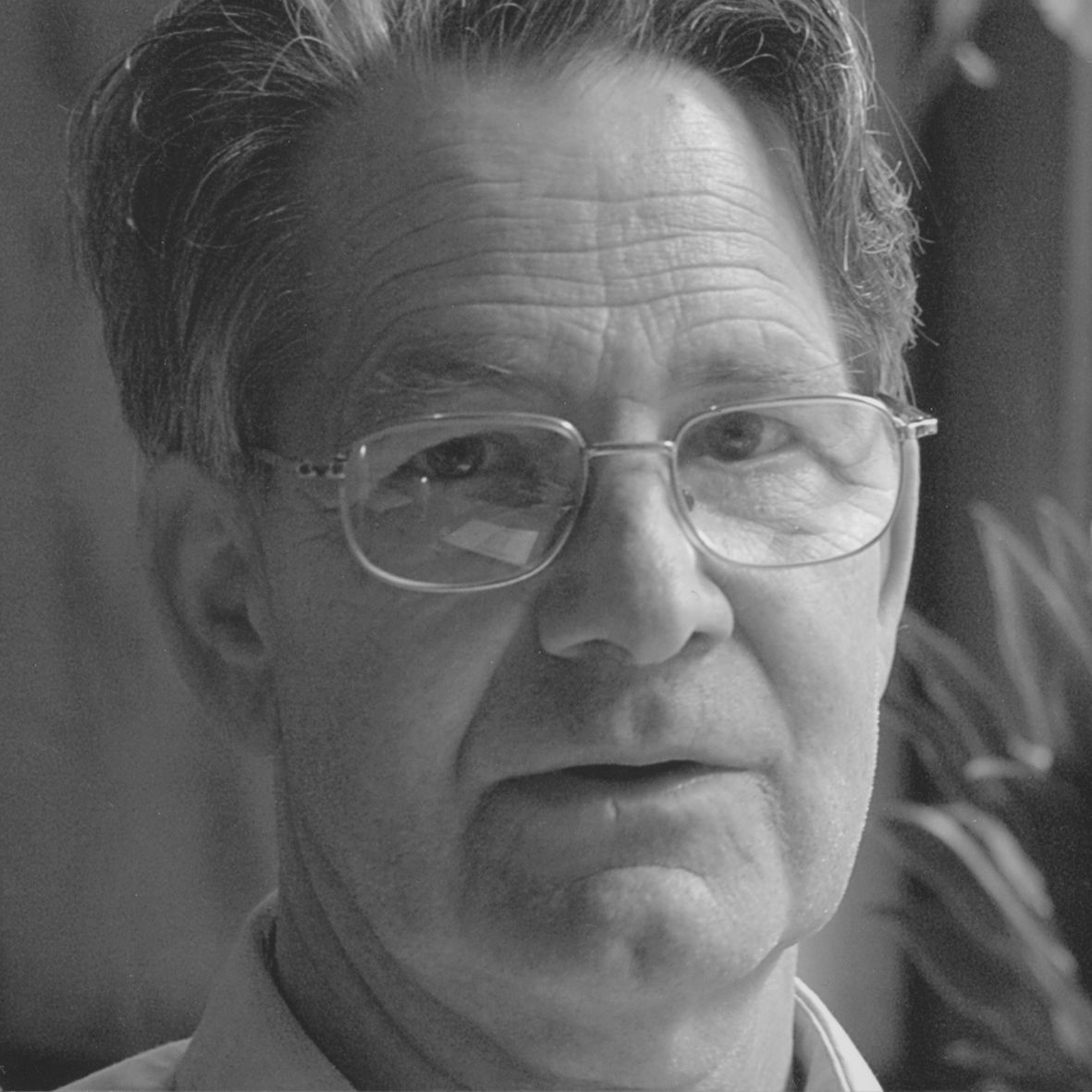
Wolfgang Schad

Wolfgang Schad (* 27. Juli 1935 in Biberach an der Riß; † 15. Oktober 2022) war ein deutscher Evolutionsbiologe, Goetheanist und Anthroposoph.

## Leben
Schad studierte Biologie, Chemie, Physik und Pädagogik. Er unterrichtete als Klassenlehrer und Oberstufenlehrer an Waldorfschulen. Nach langjähriger Tätigkeit als Waldorflehrer an der Goetheschule in Pforzheim wurde Wolfgang Schad 1975 Dozent am Seminar für Waldorfpädagogik an der Freien Hochschule Stuttgart. Daneben war er Mitarbeiter der Pädagogischen Forschungsstelle des  Bundes der Freien Waldorfschulen in Stuttgart, die er zeitweilig leitete.
1992 gründete er das Institut für Evolutionsbiologie und Morphologie der Universität Witten/Herdecke, das er bis 2005 leitete. Die Gründung des Lehrstuhls wurde durch den Mäzen Karl Ludwig Schweisfurth ermöglicht, nach dem das Institut benannt wurde. Schad war bei der Gründung noch nicht promoviert, seine Dissertation reichte er nach, als er den Lehrstuhl schon innehatte.
Sein Sohn Albrecht Schad wurde ebenfalls Waldorflehrer und nach dem Weggang seines Vaters auch an der Freien Hochschule Stuttgart Dozent in der Ausbildung für Oberstufenlehrer an Waldorfschulen.
Wolfgang Schad war emeritiert und verstarb am 15. Oktober 2022. Bernd Rosslenbroich hat die Institutsleitung übernommen.

## Werk
In seinem Hauptwerk Säugetiere und Mensch (1971) wandte Schad die Betrachtungsweise Rudolf Steiners aus dessen Idee der „Dreigliederung des menschlichen Organismus“ im Sinne einer vergleichenden Morphologie auch auf die Säugetiere an.
Von 1982 bis 1985 gab Schad vier Sammelbände mit Werken diverser Autoren unter dem Titel Goetheanistische Naturwissenschaft im (anthroposophischen) Verlag Freies Geistesleben heraus. Damit etablierte er den Begriff Goetheanismus im Umfeld der Anthroposophie. Zahlreiche Arbeiten von Schad erschienen in anthroposophischen Zeitschriften, nur vereinzelt schrieb er auch für andere. Als Leiter des Instituts für Evolutionsbiologie wurde er Herausgeber der Wissenschaftlichen Schriftenreihe des Instituts für Evolutionsbiologie und Morphologie Universität Witten/Herdecke.
In seinen Forschungen kam Schad zu der Anschauung, dass evolutionäre Entwicklungen nicht allein durch Zufall, aber auch nicht durch Teleologie stattfänden, sondern dass in vielen Lebewesen ein Stück innere Autonomie leben würde, die sie infolge epigenetischer Veränderungen, sofern diese vererbt würden, zu neuen Entwicklungsformen führen könne.

«Das Zufallselement befreit den Evolutionsverlauf von dem teleologischen Determinismus jedweden Plans. Es ist inzwischen durch die Quanten- und Chaostheorie auch von dem kausalen Determinismus in seinem Absolutheitsanspruch befreit.»

Zu seinen zentralen Themen gehört die Zeitgestalt in der Einwicklung von Tieren und Menschen und die Heterochronie. Im Ruhestand verfasste er noch mehrere Bücher, die im Urachhausverlag erschienen sind.

## Publikationen (Auswahl)
- Säugetiere und Mensch. Zur Gestaltbiologie vom Gesichtspunkt der Dreigliederung. Verlag Freies Geistesleben (Menschenkunde und Erziehung 26), Stuttgart 1971, ISBN 978-3-7725-1150-9
  - Erweiterte Neuauflage (mit Heinrich Brettschneider und Albrecht Schad), Stuttgart 2012
- Mensch und Landschaft Afrikas. Zur Ökogeographie, Biologie und Völkerkunde (mit Jochen Bockemühl und Andreas Suchantke). Freies Geistesleben, Stuttgart 1978, ISBN 978-3-7725-0677-2
- Die Geschlechtlichkeit des Menschen. Gesichtspunkte zu ihrer pädagogischen Behandlung (mit Andreas Suchantke und Stefan Leber). Freies Geistesleben (Menschenkunde und Erziehung 39), Stuttgart 1981; 2. erw. A. ebd. 1989, ISBN 978-3-7725-0239-2
- Die Vorgeburtlichkeit des Menschen. Der Entwicklungsgedanke in der Embryologie. Urachhaus, Stuttgart 1982, ISBN 978-3-87838-351-2
- Vom Leben im Lichtraum. Goetheanistische Naturwissenschaft Band 3 Zoologie, Stuttgart 1983, Seite 42–49.
- Stauphänomene am menschlichen Knochenbau. Goetheanistische Naturwissenschaft Band 4 Anthropologie, Stuttgart 1985, Seite 9–29.
- Gestaltmotive der fossilen Menschenformen. Goetheanistische Naturwissenschaft Band 4 Anthropologie, Stuttgart 1985, Seite 57–152.
- Die Ohrorganisation. Goetheanistische Naturwissenschaft Band 4 Anthropologie, Stuttgart 1985, Seite 174–189.
- Dynamische Morphologie von Herz und Kreislauf. Goetheanistische Naturwissenschaft Band 4 Anthropologie, Stuttgart 1985, Seite 190–206.
- Erziehung ist Kunst. Pädagogik aus Anthroposophie. Fischer Taschenbuch, Frankfurt am Main 1986; 3. erw. A.: Freies Geistesleben, Stuttgart 1994, ISBN 978-3-7725-2617-6
- Andreas Suchantke, Wolfgang Schad: Ökologie. Verlag Freies Geistesleben, Stuttgart 1998, ISBN 978-3-7725-0909-4
- Goethes Weltkultur (= Gesammelte Schriften 1). Freies Geistesleben, Stuttgart 2007, ISBN 978-3-7725-1971-0
- Die Evolution des Menschen aus der Sicht von Naturwissenschaft und Anthroposophie. 2 Vorträge auf 2 Audio-CDs. Sentovision, Basel 2007, ISBN 978-3-03752-033-8
- Offene Evolution. 2 Vorträge auf 2 Audio-CDs. Sentovision, Basel 2008, ISBN 978-3-03752-051-2
- Evolution als Verständnisprinzip in Kosmos, Mensch und Natur. Stuttgart 2009, ISBN 978-3-7725-1809-6
- Zeitbindung in Natur, Kultur und Geist. Stuttgart 2016. ISBN 978-3-7725-1402-9
- Was ist Zeit? – Die Welt zwischen Wesen und Erscheinung. Stuttgart 2017, ISBN 978-3-7725-1281-0
- Der Darwinismus im Rückblick und Vorblick – Was den Menschen zum Menschen machte. Stuttgart 2018. ISBN 978-3-7725-1403-6
- Weltkinderkunde – Die zwei Weihnachtsgeschichten und die Heilung der Ichspaltung. Stuttgart 2018. ISBN 978-3-7725-2820-0
- Der Geist der Erde. Birnbach 2023. ISBN 978-3-945115-19-0